# Zukunft mit Kindern
Zukunft mit Kindern ist eine interdisziplinäre Akademiengruppe, die sich mit der Fertilitätsentwicklung in mittel- und westeuropäischen Ländern befasst.

## Projektbeschreibung
Zukunft mit Kindern – Fertilität und gesellschaftliche Entwicklung ist ein Projekt der Berlin-Brandenburgischen Akademie der Wissenschaften und der Deutschen Akademie der Naturforscher Leopoldina, gefördert von der Jacobs Foundation.
Die fachübergreifende und international zusammengesetzte Akademiengruppe untersucht die Ursachen und Auswirkungen der vergleichsweise niedrigen Geburtenraten in mittel- und westeuropäischen Ländern wie Deutschland, Österreich und der Schweiz. 
Die familienpolitischen und wissenschaftspolitischen Empfehlungen der beteiligten Wissenschaftler sind auf das Wohlbefinden von Eltern und Kindern in unserer Gesellschaft ausgerichtet. Insofern versteht sich Zukunft mit Kindern auch als politik- und gesellschaftsberatende Initiative.

## Themenschwerpunkte
Die Akademiengruppe Zukunft mit Kindern widmet sich vier Schwerpunkten: 
- Fertilität und Demographie
- Sozialwissenschaftliche Grundlagen der Fertilität
- Medizinisch-biologische Perspektiven auf Fertilität
- Fertilität und Familienpolitik

Zentrale Empfehlungen der Akademiengruppe Zukunft mit Kindern richten sich auf 
- eine Neuausrichtung der Geld-, Zeit- und Infrastrukturpolitik zur Unterstützung von Familien,
- eine Professionalisierung der Sexualerziehung an Schulen,
- eine systematische Aufklärung über die Chancen und Grenzen der Reproduktionsmedizin.

## Gleichnamige Studie
Im Oktober 2012 publizierte die Akademiengruppe die fachübergreifende Studie „Zukunft mit Kindern – Fertilität und gesellschaftliche Entwicklung in Deutschland, Österreich und der Schweiz“. Diese wissenschaftliche Stellungnahme integriert erstmals demographische, medizinisch-biologische, sozialwissenschaftliche sowie gesellschaftspolitische Erkenntnisse und Perspektiven. 

## Presseartikel
- Der Spiegel 17/2014  "Oh, Baby!"
- Stern.de 15. Oktober 2012 "Grundsicherung könnte für mehr Geburten sorgen
- Die Welt 15. Oktober 2012 "Warum die Geburtenrate in Deutschland niedrig ist
- Der Tagesspiegel 16. Oktober 2012 "Leben mit Kindern: Zeit, Geld und eine verlässliche Betreuung"
- Berliner Morgenpost 16. Oktober 2012 "Wir brauchen bessere Betreuung"
- Süddeutsche Zeitung 16. Oktober 2012 Geburtenplanung
- neues deutschland 16. Oktober 2012 "Mehr Zeit und Geld für Kinder"
- Hamburger Abendblatt 16. Oktober 2012 "Wirkung von Familienpolitik wird überschätzt"
- Deutschlandradio 18. Oktober 2012 "Zukunft mit Kindern"